# Mugan-Gyandzhali
Mugan-Gyandzhali är en ort i Azerbajdzjan.   Den ligger i distriktet Sabirabad Rayonu, i den sydöstra delen av landet, 110 km sydväst om huvudstaden Baku. Antalet invånare är 1 713.
Terrängen runt Mugan-Gyandzhali är mycket platt. Närmaste större samhälle är Salyan, 13,3 km söder om Mugan-Gyandzhali.
Omgivningarna runt Mugan-Gyandzhali är i huvudsak ett öppet busklandskap. Runt Mugan-Gyandzhali är det ganska tätbefolkat, med 52 invånare per kvadratkilometer.